# NGC 5126
NGC 5126 (również PGC 46910) – galaktyka spiralna (S0-a), znajdująca się w gwiazdozbiorze Centaura. Odkrył ją John Herschel 6 maja 1834 roku.